# Sospetti
Sospetti è una serie televisiva italiana andata in onda in prima visione sulle reti Rai dal 2000 al 2005.

## Produzione
Prodotta dalla struttura Rai Fiction e dall'azienda "Sergio Silva Fiction", la serie è composta da 3 stagioni: la prima e la terza dirette da Luigi Perelli, la seconda da Gianni Lepre. Il protagonista della serie è Sebastiano Somma, nei panni del coraggioso sostituto procuratore della Repubblica Luca Bartoli; l'attore è affiancato da Isabella Ferrari, Simona Cavallari e Remo Girone nella prima serie, da Irene Ferri e Romina Mondello nella seconda, da Vanessa Gravina, Christiane Filangieri e di nuovo Remo Girone nella terza. Dario Piana, Bianca Maria Vaglio e Mimmo Rafele, insieme ad altri sceneggiatori, sono autori dei soggetti e delle sceneggiature delle tre serie.

## Distribuzione
La prima stagione venne trasmessa in prima visione su Raidue dal 4 settembre al 21 settembre del 2000, invece la seconda stagione venne trasmessa in prima visione su Raiuno dal 12 gennaio al 2 febbraio 2003 e la terza dal 13 febbraio al 17 marzo del 2005 di nuovo su Raiuno.
È considerata una delle fiction italiane di maggior successo, poiché raggiunse grandi consensi di pubblico (la seconda serie in particolare fu seguita da circa 9 milioni di telespettatori per puntata). La serie non è stata distribuita nel mercato home video.

## Episodi
| Stagione         | Episodi | Prima TV |
| ---------------- | ------- | -------- |
| Prima stagione   | 6       | 2000     |
| Seconda stagione | 6       | 2003     |
| Terza stagione   | 6       | 2005     |

## Trama

### Prima stagione
Treviso, primi anni 2000. Luca Bartoli è un sostituto procuratore della Repubblica che da poco ha fatto ritorno nella sua città del Nord Italia dopo che un uomo della sua scorta, Rocco Cosentino, è stato ucciso per sbaglio al suo posto nella città in cui lavorava precedentemente, Reggio Calabria. Luca si sente responsabile dell’accaduto e decide così di proteggere la famiglia dell’uomo: la moglie Manuela e il figlio Matteo, che si trasferiscono a Nord insieme a Luca. Manuela verrà assunta come segretaria nello studio del noto avvocato Villani.
Luca si ricongiunge con il collega e amico d’infanzia Michele Sacerdoti, che lo ospita nella sua tenuta. Qui conosce la moglie di Michele, Serena Arcalli, con la quale ha un’immediata attrazione che né il matrimonio della donna né l’amicizia fraterna tra i due uomini riescono a contenere. Luca e Serena diventano presto amanti, nonostante i sensi di colpa nei confronti di Michele. 
In seguito, Luca si trova ad indagare su un incidente aereo che vede coinvolto il padre di Serena, il conte Arcalli, e su una serie di oscuri delitti che sembrano rimandare ad un unico regista. Quando crede di averlo individuato nell’avvocato Villani, Luca viene accusato pubblicamente dal giornalista televisivo Marcello Manni di avere una relazione segreta con Serena, che tutti sanno essere vedova del suo migliore amico e collega Sacerdoti, morto suicida durante un'inchiesta che lo vedeva coinvolto. Luca è costretto ad abbandonare le indagini e a dimettersi dalla magistratura. L'inchiesta sulla misteriosa morte di Michele viene riaperta. I due amanti a questo punto devono difendersi dall'accusa di omicidio.

### Seconda stagione
Al centro del racconto c'è ancora il sostituto procuratore della Repubblica Luca Bartoli. Magistrato scrupoloso, che mette nel suo lavoro una forte impronta etica, Luca crede profondamente nella giustizia "uguale per tutti" e finisce perciò inevitabilmente per scontrarsi con chi detiene privilegi o oscuri interessi.
Trasferitosi in Piemonte, Luca sta per sposare Chiara, sorella di Manuela, coprotagonista della prima serie nel frattempo tragicamente scomparsa, e dare così una famiglia al piccolo Matteo, orfano di entrambi i genitori, a cui Luca è legato da sempre. Ma i rapporti tra Luca e Chiara non sono facili: la ragazza non si sente amata dall'uomo, credendo di essere per lui solo un ripiego alla sorella Manuela, e cede alle avances del giovane avvocato Stefano Magri, che la corteggia e la fa sentire desiderata. Quando Luca scopre la verità lascia Chiara e ha un duro scontro con Magri in un ristorante, alla presenza di molte persone. La sera stessa, l'avvocato viene misteriosamente ucciso nel suo ufficio e tutti i sospetti ricadono su Luca. Bartoli viene arrestato, ma può contare sul supporto del suo avvocato Elena Davino e del vicecommissario di polizia Monica Ramondini, innamorata di lui. Anche Chiara ha intenzione di aiutare Luca ad uscire di prigione e vorrebbe ora tornare con lui. Scarcerato, Bartoli deve affrontare un infamante processo per dimostrare la sua innocenza e si ritrova tra due fuochi: Monica e Chiara.

### Terza stagione
Il procuratore Luca Bartoli si trova a indagare sulla misteriosa morte di Martin Fischer, ricco magnate dell'industria farmaceutica e di sua figlia Catherine. Coinvolto personalmente con loro per quanto avvenuto nel recente passato (la vicenda era stata raccontata nella seconda serie di Sospetti) Bartoli si trova presto a scoprire che dietro queste morti sospette ci sono interessi enormi legati alla sperimentazione di un nuovo farmaco, il Roxan, apparentemente miracoloso (sarebbe in grado di indurre la ricostruzione dei tessuti neuronali curando così i paraplegici e ogni altra lesione o patologia cerebrale), ma invece letale per i terribili effetti collaterali che comporta. La sperimentazione viene condotta dal professor Losiani in Africa, con modalità illegali per accorciare i tempi, utilizzando delle vere e proprie cavie umane. Insieme al professor Losiani c'è la sua assistente nonché amante, Mara Volpi, che crede fermamente nel farmaco che lei stessa ha messo a punto fino a sperimentarlo su se stessa. Tutto, però, rischia di finire nel nulla quando il vecchio Fischer, che finanzia il progetto, decide di tagliare i fondi della sperimentazione per destinarli a un grande progetto di assistenza umanitaria in Africa, fortemente voluto da sua figlia Catherine. Subito dopo, guarda caso, prima il vecchio magnate, poi sua figlia, muoiono per cause apparentemente naturali. A beneficiare di queste morti è l'ultima, giovanissima moglie di Fischer, Irina, che si trova, dopo che è scomparsa anche la figlia, a ereditare gran parte della grande casa farmaceutica. Del resto del capitale se ne impadronisce presto, con l'aiuto di oscuri finanziatori, l'avvocato Marzi, legale dei Fischer, divenuto nel frattempo l'amante della bella vedova. I due, preso il controllo dell'azienda, spinti da Losiani e dalla prospettiva di enormi profitti, riprendono la sperimentazione del Roxan. Intanto, però, è la sua stessa scopritrice, Mara Volpi, a rendersi conto sulla propria pelle di quanto sia dannoso quel farmaco. Ma Losiani, in un delirio di grandezza, convinto di avere in pugno la scoperta scientifica del secolo, la costringe a stare nascosta in Africa, lì dove, nell'ospedale di una cittadina del Senegal, viene condotta la sperimentazione del Roxan. Non solo, ma per impedire a Luca di portare a fondo le sue indagini, ricatta Simona, il magistrato che affianca Luca nell'inchiesta e che è anche legata a lui sentimentalmente, facendole credere di potere curare sua figlia, affetta da una malattia neurologica, proprio col Roxan (mentre invece in realtà, a sua insaputa, le somministra del semplice cortisone). Luca Bartoli, tradito da Simona e screditato da una spregiudicata campagna scandalistica orchestrata dall'avvocato Marzi, non si arrende anzi parte per il Senegal, per quella sperduta cittadina dove si nascondono i misteri del farmaco mortale. Lì, Luca si unisce alla gemella di Mara Volpi, Elena, venuta a cercare la sorella, di cui si sono perse le tracce. Scoprono così insieme tutta l'orribile verità sulla sperimentazione - killer mentre nel frattempo l'azienda, ormai allo sbando, cade nelle mani di oscuri ed ignoti personaggi che non esitano a sbarazzarsi dell'avvocato Marzi e di Irina, facendoli uccidere in un agguato. Luca intanto è tornato in Italia a cercare le prove dei crimini che ha scoperto, Elena invece resta in Africa a cercare sua sorella. La trova, ormai in fin di vita per gli effetti del Roxan su se stessa, ma determinata a confessare la sua parte di colpa in quella vicenda e a denunciare il vero responsabile di tutto, il professor Losiani, che comunque non sarà arrestato perché a sua volta ucciso da un suo collaboratore, sconvolto per la morte della propria moglie malata ed anch'essa curata impropriamente con il Roxan.